# Aeonium tabulaeforme
Aeonium tabulaeforme D.A.Webb & Berthold es la más destacada de todas las siemprevivas canarias, caracterizada por su roseta aplastada como un plato de 100 a 200 hojas, que son densamente imbricadas, glabras y bordeadas muy densamente de cilios, blancos, blandos.

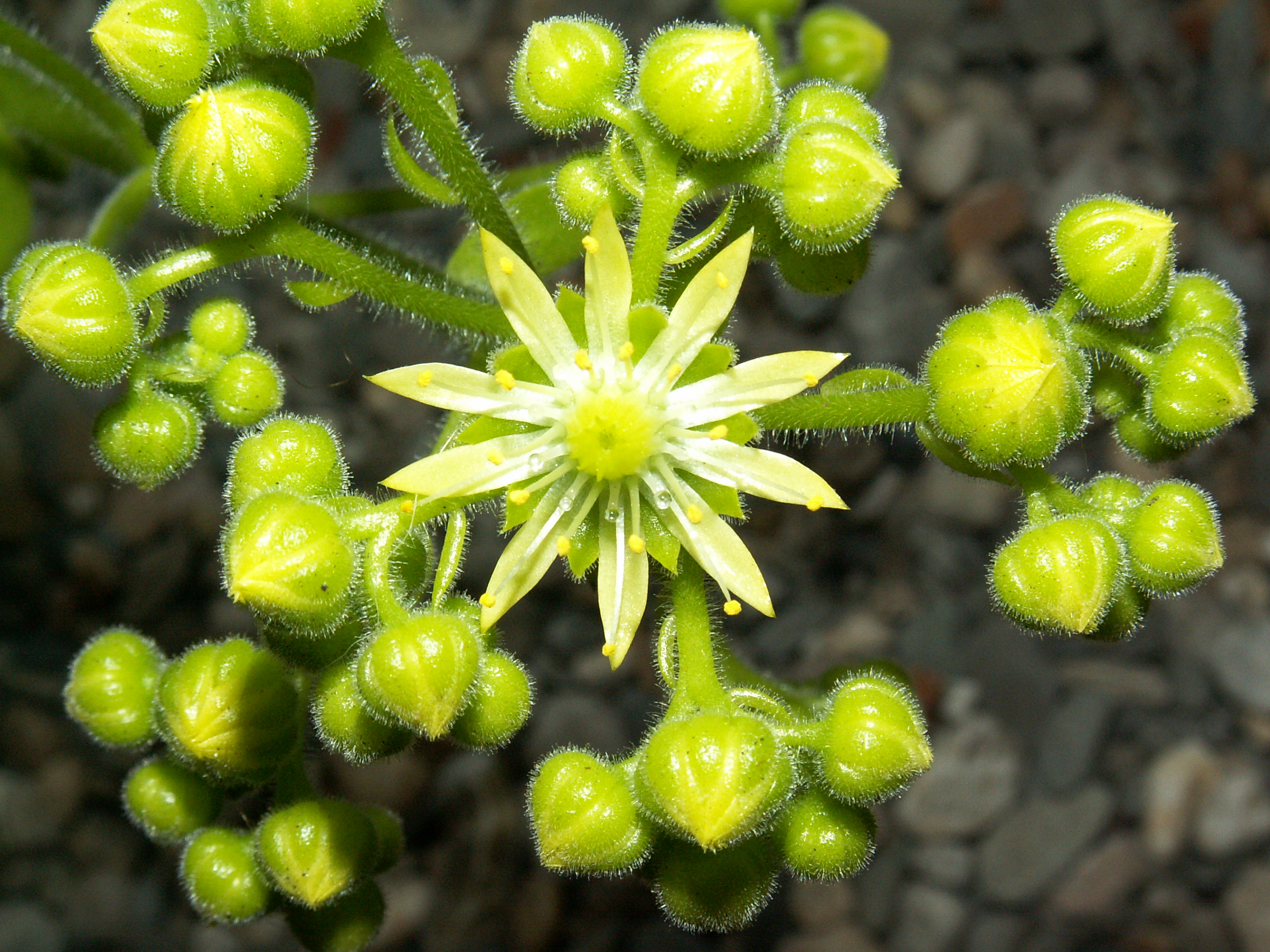
Inflorescencia

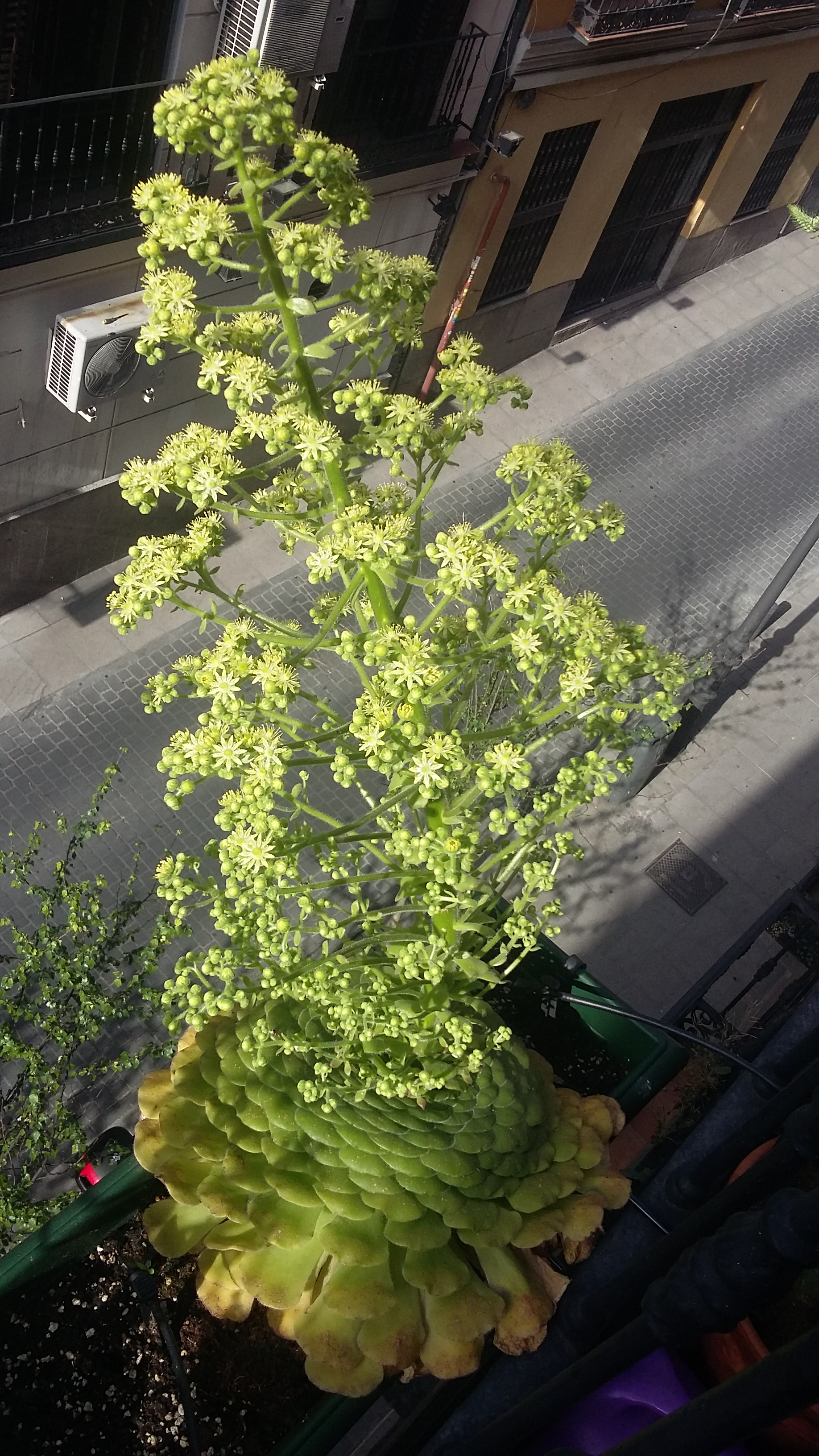
Aeonium tabuliforme con inflorescencias

Recuerda a la especie de Madeira Aeonium glandulosum, aunque en esta especie la roseta no es tan extremadamente plana y densa, (y no está aplastada del todo en la estación de crecimiento), las hojas son algo más pilosas (no suaves) y los márgenes de las hojas llevan cilios más cortos, delgados que en esta especie canaria. Aeonium tabulaeforme es también una planta más longeva que Aeonium glandulosum, (que es una planta bienal), y no suele producir rosetas laterales, aunque sí se han visto en cultivo, y puede tener en una vieja planta un tallo de unos 25 cm de longitud, mientras que en Aeonium glandulosum el tallo es más corto y sin emitir nunca roseta lateral alguna.

## Descripción
Planta de tallo normalmente muy corto, densamente vestido con las bases de viejas hojas.
Roseta de planta estéril, normalmente simple, aunque no es infrecuente que emita desde la base rosetas que se desarrollan horizontalmente, tallos de más de 10 centímetros [4 pulgadas] de longitud, ocasionalmente dividiendo el ápice en varias rosetas, de entre 15 y 30 centímetros de diámetro, muy densas, absolutamente aplastadas durante todo el año, compuesta por entre 100 y 200 hojas.
Las hojas son mayoritariamente imbricadas, de entre 8 y 16 centímetros de largo, y entre 2,5 y 4 centímetros de ancho, cuneadas, y muy atenuadas en su base, más anchas según se acerca al ápice, donde abruptamente llegan a ser redondeadas, a menudo con una pequeña cresta en el ápice; de color verde pálido, glabras. Los bordes llevan abundantes cilios delgados y blancos (que pueden llegar a medir 1 mm de longitud). Las hojas se ubican en una papila poblada ovoide, hialina.
Los tallos de las flores son erectos, y parten desde el centro de la roseta, rígida, pubescente, de entre 3 y 6 dm [1 y 2 pies] de altura, frondosa en todo su recorrido, con hojas ovadas-romboidales, sésiles, sin ramificar en su parte inferior.
La inflorescencia mide más de 30 centímetros [1 pie] de altura y de ancho, tiene forma ovoide, laxa, de muchas ramas patentes; ramas ampliamente acteadas, divididas cerca de su ápice, en 4 o 5 ramilletes florales. 
Capullos globulares o globular-cónicos, de color verde pálido, pubescentes. 
Flores –7 a –9 (mayoritariamente –8) partidas, de entre 1,5 a 2 centímetros de ancho, de color amarillo pálido, las inferiores sobre pedicelos de 7 mm de largo. Cáliz con forma de copa, piloso, dividido hacia la mitad en segmentos acutados ovado-lanceolados de 4 mm de longitud. Pétalos oblongo-lanceolados, apiculados, de 7 mm de longitud, verdes y glandular-pilosos por el reverso, suaves y amarillentos por el verso. Estambres de 6,5 mm de longitud con filamentos filiformes blancos, anteras amarillas. Escalas conspicuas, blanquecinas, erectas, oblongas, ligeramente expandidas hacia el ápice 1 a 1,5 mm longitud y 1 mm de ancho hacia lo alto, con forma de S en una vista lateral, que encierra en su interior una gota de néctar entre el ápice y el estambre adyacente. Carpelos colgantes, erectos, verdosos entre 5,5 y 6 mm de longitud, los ovarios oblongos glandular-pilosos en su esquina y excediendo los estilos verdes.
Florece entre julio y agosto.

## Hábitat
En Tenerife, Islas Canarias, localmente abundante en el lado norte, y más característico, aplastándose contra las rocas, tapizándolas con manchas circulares de color verde-amarillento, desde el nivel del mar hasta los 850 metros de altitud [2800 pies]. Además en terraplenes, paredes de tierra y ocasionalmente sobre los tejados.

## Propiedades
Se usa para el alivio de las quemaduras, teniendo efecto analgésico en las heridas superficiales. Se usa el extracto de las hojas machacadas.

## Nombres comunes
- Castellano: góngano, pastel de risco, yerba puntera[1]

## Historia
Esta planta es, quizá, la más destacada de todas las del grupo Sempervivum, siendo bien conocida por botánicos y por jardineros, aunque la fecha y el método de su introducción original desde Tenerife están oscuros, lo que ha generado no poca discusión.
Plukenet en 1696, lo describe muy bien ‘Sedum majus Canarinum akaulon pilis ad oras foliorum hispidis argenteo-lucidis fimbriatum, Corozone Celio ab Insularis dictum’ y da una muy justa figura de la roseta estéril. 
Bobart (Morison’s Plantarum Hist. Univ. Oxiniensis 8, 470, n.3 (1699)) ofrece una larga descripción y explica que estaba siendo cultivado ‘bajo cristal’ en el Hampton Court Palace.
Ray (Hist.Plant.Suppl. 361, n0. 2 1704) parece confundir el Aeonium tabulaeforme con Aeonium canariense, también conocido ya; y Linneus (Sp. Pl. 464, 1753) combina las plantas de Plukenet y Ray bajo el nombre de Sempervivum canariense.
En 1789 Aiton (Hort. Kewensis, 2, 148) describe al aliado Sempervivum glandulosum de Maderia; y cuando en 1819 Haworth (Suppl. Plant.Succ. 69) describe tabulaeforme a partir de unos ejemplares aparecidos en el Jardín de Chelsea, y adscribió la planta a Madeira, la confusión siguió en aumento.
La reintroducción fue debida a Christian Smith (en 1815), aunque Smith (en Buch Phys.Beschr.Canar. Inseln 155), y ejemplar procedente de Garachico, en Tenerife, hoy en el herbario del British Museum, etiquetado por él mismo) denomina a la planta Sempervivum ciliatum, pasando por alto a una especie bastante diferente que había sido descrita bajo ese nombre por Wildenow en 1809 (Enum.Plant.Hort.Reg.Berol. 509) a partir de ejemplares recolectados en Tenerife por Broussonet dos años antes.
Dos años más tarde, Haworth (Revisiones Plant. Suc. 63) hace referencia a ésta planta con dudas sobre la figura original de Plukenet; De Candolle (Prodromus 3,412 1828) quien vio el Aeonium tabulaeforme en el de Hitchin en Norwich* tuvo la misma opinión; sin embargo, Webb & Berthelot, siguieron a Linneus en lo referente a la figura canariense de Plukenet. Ellos adoptaron el error de Haworth (seguido por De Candolle) de establecer que Aeonium tabulaeforme es una especie de Madeira y aparecen como los que han ignorado a la vez que la publicación de su Phytogeographia Canariensis (1836-1840) de la existencia de ésta planta, que se sospecha es una característica del norte de Tenerife.
En el herbario de Webb, un ejemplar de Aeonium tabulaeforme se etiqueta como Aeonium undulatum (evidentemente, queriendo decir Aeonium ciliatum Chr. Smith, no Wildenow) y otro se etiqueta como Aeonium tabulaeforme. En su inconclusa Synopsis, publicado póstumamente por Christ (Bot. Jahrb. 9 1888) se refiere al Aeonium tabulaeforme ‘Aeonium tabulaeformi affinis’ y bajo este nombre admite que forma parte de la flora de Tenerife, evidentemente asumiendo que Aeonium tabulaeforme era procedente de Madeira. Al mismo tiempo, añadió una nueva especie Aeonium macroblepum, que claramente era una misma cosa que Aeonium tabulaeforme.
Bolle en 1859 denominó a ésta planta Aeonium benthelotianum, presumiblemente conservando el nombre Aeonium tabulaeforme para Aeonium glandulosum de Madeira, que es el único de este grupo que crece en esa isla.
Lowe (Man. Fl. Madeira, 1, 334) en 1868 redirige el tema hacia una planta de Tenerife que es únicamente Aeonium tabulaeforme de Haworth (una conclusión afirmada por Murray en Journ. of Bot. 37 1899, 203) aunque introduce una nueva confusión al establecer que Aeonium glandulosum también ocurre en Tenerife, una afirmación que nunca ha sido confirmada pese a los muchos intentos.
* Una sola hoja, el único ejemplar de la planta en el herbario de De Candolle está etiquetada ‘Sempervivum disciforme’ Mr. Hitchin, Norwich de R.L.Praeger, en “An account of the Sempervivum group“, 1932, pág. 145-149

## Taxonomía
Aeonium tabulaeforme fue descrita por D.A.Webb & Berthold y publicado en Histoire Naturelle des Îles Canaries 2(1): 185. 1840.
Sinonimia
- Sempervivum tabulaeforme Haworth Suppl. Pl. Succ. (1819); and Revisiones Pl. Succ.63 (1821)
- Sempervivum ciliatum Buch Phys.Beschr.Canar. Inseln. 155, 166 (1825) ( no el de Willdenow, Gilbert, Sims )
- Sempervivum tabulaeformi aff. Webb & Berth. His. Nat. Des Iles Canaries 8, i, 71 (1840)
- Aeonium tabulaeforme Webb &Berth. Phyt.Canar. 1, 185 (1840)
- Sempervivum complanatum DC. en Lemaire Jardín Fleuriste 1, misc. No 27, tab. 1 (1851)
- Aeonium berthelotianum Bolle en Bonplandia 7, 239 (1859)
- Sempervivum berthelotianum Christ en Bot. Jahrb. 9 161 (1888)
- Aeonium macrolepum Webb ex Christ en obra citada 112 (1888)
- Sempervivum macrolepum Christ obra citada 161 (1888)
- Aeonium umbelliforme Knoche
- Sempervivum disciforme DC. ex Praeger
- Sempervivum umbelliforme Linding.[3]